# IKO
IKO (International KiteBoarding Organization), créée en octobre 2001, a pour but de promouvoir et de faire évoluer en permanence, sur la base du feedback de ses adhérents, des standards de sécurité et de qualité applicables à l'enseignement et à la pratique des sports de glisse aérotractés. Les principaux sports concernés sont le Kitesurf (sur l'eau), le Powerkite (sur surface dure : terre, sable, béton...) et le Snowkite (sur neige).